# アシュラム (化学)
アシュラム (Asulam) は、園芸や農業に用いられる除草剤の一つ。バイエル社によって開発された。ワラビ属やスイバ属の植物に対し効果を発揮する。200g/Lのアシュラムナトリウム塩が、Asulox®、アージラン®として市販されている。